# Comté d'Ohio (Virginie-Occidentale)
Pour les articles homonymes, voir Comté d'Ohio.
Le comté d'Ohio est un comté des États-Unis situé dans l’État de Virginie-Occidentale. En 2000, la population était de 47 427 habitants. Son siège est Wheeling. Le comté a été créé en 1776 à partir du District of West Augusta et nommé d'après la rivière Ohio qui forme sa frontière occidentale. West Liberty fut le premier siège de ce comté avant que Wheeling ne devienne siège en 1797.

## Principales villes
- Bethlehem
- Clearview
- Triadelphia
- Valley Grove
- West Liberty
- Wheeling (une partie se trouve dans le comté de Marshall)